# Мерісвілл (Айова)
Мерісвілл (англ. Marysville) — місто (англ. city) в США, в окрузі Меріон штату Айова. Населення — 44 особи (2020).

## Географія
Мерісвілл розташований за координатами 41°10′58″ пн. ш. 92°57′13″ зх. д. / 41.18278° пн. ш. 92.95361° зх. д. (41.182650, -92.953643).  За даними Бюро перепису населення США в 2010 році місто мало площу 0,95 км², уся площа — суходіл.

## Демографія
Згідно з переписом 2010 року, у місті мешкало 66 осіб у 23 домогосподарствах у складі 21 родини. Густота населення становила 70 осіб/км².  Було 29 помешкань (31/км²).
Расовий склад населення:
| - 93,9 % — білих |

До двох чи більше рас належало 6,1 %. Частка іспаномовних становила 0,0 % від усіх жителів.
За віковим діапазоном населення розподілялося таким чином: 30,3 % — особи молодші 18 років, 59,1 % — особи у віці 18—64 років, 10,6 % — особи у віці 65 років та старші. Медіана віку мешканця становила 37,3 року. На 100 осіб жіночої статі у місті припадало 106,2 чоловіків;  на 100 жінок у віці від 18 років та старших — 109,1 чоловіків також старших 18 років.
Середній дохід на одне домашнє господарство  становив 44 941 долар США (медіана — 40 250), а середній дохід на одну сім'ю — 46 620 доларів (медіана — 40 750). За межею бідності перебувало 8,3 % осіб, у тому числі 8,7 % дітей у віці до 18 років та 0,0 % осіб у віці 65 років та старших.
Цивільне працевлаштоване населення становило 13 особи. Основні галузі зайнятості: виробництво — 76,9 %, освіта, охорона здоров'я та соціальна допомога — 15,4 %, роздрібна торгівля — 7,7 %.